# Carlos Javier Merlo
Carlos Javier Merlo (Villa Mercedes, Provincia de San Luis, 8 de abril de 1994) es un piloto argentino de automovilismo. Es uno de los jóvenes baluartes surgidos en la última década del automovilismo, habiéndose iniciado en el mundo de los karting, a los 9 años. Debutó en esta categoría en el año 2003, compitiendo en la categoría promocional Pre-Juniors, de la que se consagraría campeón en el año 2005. En 2007, asciende a la categoría Juniors, donde en 2008 y 2009, obtuvo sus primeros títulos en la especialidad, como así también su primera incursión a nivel mundial, al competir en una categoría de karting de Italia.
Retornó a su país en el año 2010, donde debutó en la Fórmula Renault Plus, para luego debutar en 2011 en la Fórmula Renault Argentina. Compitió en esta última categoría durante dos años, obteniendo el título de Campeón Argentino de la Fórmula Renault en el año 2012. Tras la obtención de esta corona, decidió emigrar a Europa, donde inició su carrera en la Eurocopa de Fórmula Renault 2.0.

## Trayectoria
- 2003: Karting Promocional Pre Juniors
- 2004: Karting Promocional Pre Juniors
- 2005: Campeón Karting Pre Juniors
- 2006: Karting Pre Juniors
- 2007: Karting Juniors
- 2008: Campeón Karting Juniors
- 2009: Campeón Karting Panamericano Seniors - Súper ROK (Italia)
- 2010: FR Plus
- 2011: Debut en Fórmula Renault 2.0
- 2012: Fórmula Renault 2.0
- 2013: Fórmula Renault Europea
- 2014: Debut en TC 2000 (Honda Civic IX)
- [2]

## Palmarés

### Automovilismo
| Título  | Categoría                 | Modelo           | Año  |
| ------- | ------------------------- | ---------------- | ---- |
| Campeón | Fórmula Renault Argentina | Tito-F4A Renault | 2012 |

### Karting
| Título  | Categoría | Divisional              | Año  |
| ------- | --------- | ----------------------- | ---- |
| Campeón | Karting   | Promocional Pre Juniors | 2005 |
| Campeón | Karting   | Juniors                 | 2008 |
| Campeón | Karting   | Panamericano Seniors    | 2009 |

## Resultados

### TC 2000
| Año  | Equipo          | Auto            | 1    | 2    | 3    | 4    | 5    | 6     | 7     | 8     | 9     | 10     | 11    | 12   | 13   | 14     | 15     | 16    | 17    | 18    | 19  | 20     | 21  | 22  | Res. | Puntos |
| ---- | --------------- | --------------- | ---- | ---- | ---- | ---- | ---- | ----- | ----- | ----- | ----- | ------ | ----- | ---- | ---- | ------ | ------ | ----- | ----- | ----- | --- | ------ | --- | --- | ---- | ------ |
| 2014 |                 |                 | AG I | LP   | JUN  | MER  | BA I | PAR I | RC    | CON   | BA II | PAR II | AG II | GR   |      |        |        |       |       |       |     |        |     |     | 6.º  | 148    |
| 2014 | Corsa Racing    | Honda Civic IX  | Ret  | 6    | 12   | Ret  | 1    | 11    | 3     | 6     | 3     | Ex.    | 18    | 3    |      |        |        |       |       |       |     |        |     |     | 6.º  | 148    |
| 2017 |                 |                 | AG I | AG I | BA I | BA I | CDU  | CDU   | PAR I | PAR I | RC    | RC     | BA II | SL   | SL   | PAR II | PAR II | AG II | SMM   | CON   | CON | BA III |     |     | -    | -      |
| 2017 | Litoral Group   | Fiat Linea      |      |      |      |      |      |       |       |       |       |        | Ret   |      |      |        |        | 3     |       |       |     |        |     |     | -    | -      |
| 2018 |                 |                 | AG I | AG I | CDU  | CDU  | CON  | CON   | RC    | RC    | BA    | LP     | LP    | SL I | SL I | AG II  | SMM    | SMM   | SL II | SL II | ROS | ROS    | PAR | PAR | -    | -      |
| 2018 | Ambrogio Racing | Renault Fluence |      |      |      |      |      |       |       |       |       |        |       |      |      | 5      |        |       |       |       |     |        |     |     | -    | -      |

### Súper TC 2000
| Año  | Equipo                | Auto               | 1    | 2    | 3     | 4     | 5   | 6    | 7   | 8   | 9      | 10     | 11    | 12  | 13    | 14    | 15    | 16  | 17  | 18  | 19  | 20    | 21    | 22   | Res. | Puntos |
| ---- | --------------------- | ------------------ | ---- | ---- | ----- | ----- | --- | ---- | --- | --- | ------ | ------ | ----- | --- | ----- | ----- | ----- | --- | --- | --- | --- | ----- | ----- | ---- | ---- | ------ |
| 2014 |                       |                    | RAF  | VIE  | AG    | ROS   | TOA | BA   | RES | SFE | SFE    | SJU    | TRH   | COD | PDF   |       |       |     |     |     |     |       |       |      | -    | -      |
| 2014 | Toyota Team Argentina | Toyota Corolla XI  |      |      |       |       |     | 11   |     |     |        |        |       |     |       |       |       |     |     |     |     |       |       |      | -    | -      |
| 2015 |                       |                    | JUN  | ROS  | OBE   | TRH   | RAF | SL I | SFE | SFE | TOA    | GR     | SMM   | AG  | SL II |       |       |     |     |     |     |       |       |      | 25.º | 14     |
| 2015 | M&M Group             | Fiat Linea         | NL   | Ret  | Ret   | 17    | 18  | 19   | Ret | Ret | 13     | 19     | Ret   | Ret | NL    |       |       |     |     |     |     |       |       |      | 25.º | 14     |
| 2016 |                       |                    | TRE  | ROS  | SMM   | AG I  | TRH | OBE  | BA  | SFE | SFE    | TOA    | SJU   | GR  | GR    | AG II |       |     |     |     |     |       |       |      | 12.º | 104    |
| 2016 | Fiat Petronas         | Fiat Linea         | 3    | Ret  | 5     | 7     | Ret | Ret  | 18† | 7   | Ret    | 7      | Ret   | 6   | 11    | 3     |       |     |     |     |     |       |       |      | 12.º | 104    |
| 2017 |                       |                    | BA I | PDF  | SMM   | ROS   | ROS | TRH  | RAF | OBE | SFE    | SFE    | BA II | SJU | GR    | AG    |       |     |     |     |     |       |       |      | 23.º | 25     |
| 2017 | Fiat Petronas         | Fiat Linea         | Ret  | 18   | Ret   | Ret   | 11  | 11   | 26  | 23  | Ret    | 11     | 10    | 20† | Ret   | 18    |       |     |     |     |     |       |       |      | 23.º | 25     |
| 2018 |                       |                    | BA I | ROS  | ROS   | SMM   | PDF | RAF  | SJU | OBE | SFE    | SFE    | TRH   | SNI | BA II | AG    |       |     |     |     |     |       |       |      | 17.º | 36     |
| 2018 | M&M Group             | Renault Fluence    |      | 18   | 14    | 11    | 19  | 5    | Ret | Ret | Ret    | Ret    | 9     | 6   | 8     | 18†   |       |     |     |     |     |       |       |      | 17.º | 36     |
| 2021 |                       |                    | BA I | BA I | BA II | BA II | AG  | AG   | SNI | SNI | BA III | BA III | PAR   | PAR | TOA   | TOA   | BA IV | VIL | VIL | ROS | ROS | AG II | AG II | BA V | -    | -      |
| 2021 | Chevrolet YPF         | Chevrolet Cruze II |      |      |       |       |     |      |     |     |        |        |       |     |       |       | 5     |     |     |     |     |       |       |      | -    | -      |

### TCR South America
| Año  | Equipo         | Auto                            | 1   | 2   | 3   | 4   | 5   | 6   | 7   | 8   | 9   | 10  | 11  | 12  | 13  | 14  | 15  | 16  | 17  | 18  | Pos. | Pts. |
| ---- | -------------- | ------------------------------- | --- | --- | --- | --- | --- | --- | --- | --- | --- | --- | --- | --- | --- | --- | --- | --- | --- | --- | ---- | ---- |
| 2022 |                |                                 | VEL | VEL | INT | GOI | GOI | RIV | RIV | EPI | EPI | TRH | BA  | BA  | VIL | VIL |     |     |     |     | 18.º | 78   |
| 2022 | PMO Motorsport | Lynk & Co 03 TCR                |     |     | 1   |     |     |     |     |     |     |     |     |     |     |     |     |     |     |     | 18.º | 78   |
| 2023 |                |                                 | AG  | AG  | ROS | ROS | TRH | INT | RIV | RIV | EPI | EPI | LAP | LAP | VLP | VLP | VEL | VEL | CAS | CAS | 50°  | 5    |
| 2023 | Alfa Racing    | Alfa Romeo Giulietta Veloce TCR |     |     |     |     | 13  |     |     |     |     |     |     |     |     |     |     |     |     |     | 50°  | 5    |